# Concerto de Nobrainos insanos
Concerto de Nobrainos insanos var en stor anlagt punkfestival afholdt i Saltlageret i København den 22. december 1980. Koncerten var en opfølger til den legendariske LP-dokumenterede punkfestival Concert of the Moment, der blev afholdt året før også i Saltlageret, og en forløber for de to senere Nosferatu Festival'er. Concerto de Nobrainos insanos' line-up af bands var mindst ligeså spektakulært som det, der blev præsenteret til "Concert of the Moment".
På festivalen spillede en stor del af de første danske punkbands; Sods, No Knox, Bollocks, Dream Police, Gate Crashers, Mad Gustaf Band, Ballet Mécanique, City-X, Normals, Before, UCR, Art in Disorder, ZV Group (Franz De Zaster fra Brats m.fl.), Feed Back og Cancer, samt svenske Usch, Psykopatens venner og TT Reuter.